# キア・セフィア

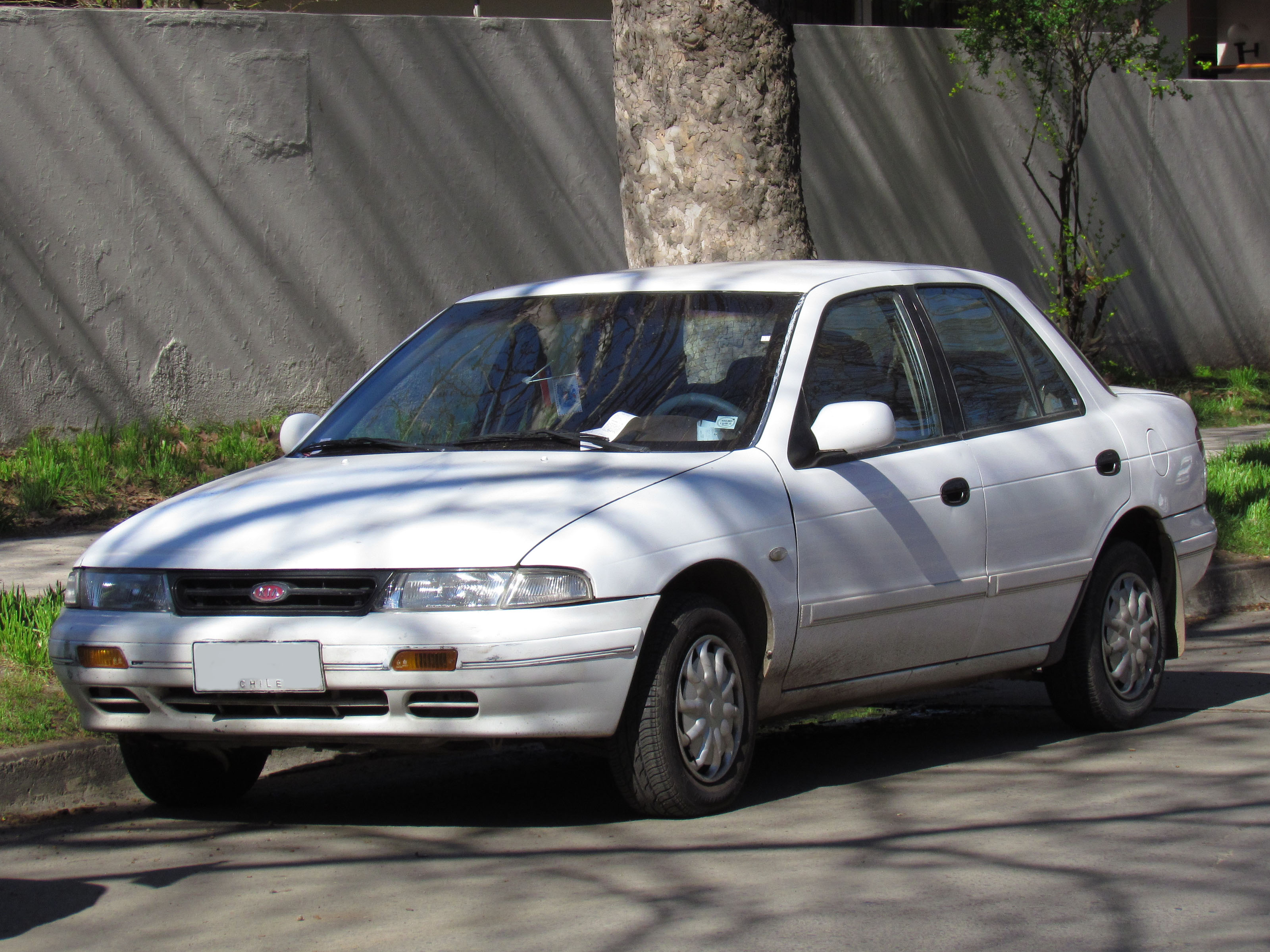
キア・セフィア

セフィア (SEPHIA、朝: 세피아) は、大韓民国の自動車会社、起亜自動車 (現: 起亜) により製造・販売されていたセダン、及びハッチバック型の小型乗用車である。起亜初の固有モデルである。

## 概要
1992年9月、初代モデル発表。起亜自動車初の固有モデルであり、韓国製自動車では初めて、デザインはもちろんプラットフォームまで独自開発された乗用車である。
1997年に2世代目にモデルチェンジ。2000年5月にフェイスリフト、この時「スペクトラ」に車名が変更され、セフィアの名は終了した。
インドネシアでは、Timor Putra Nasionalにより、「ティモール・S5」シリーズとして生産された。

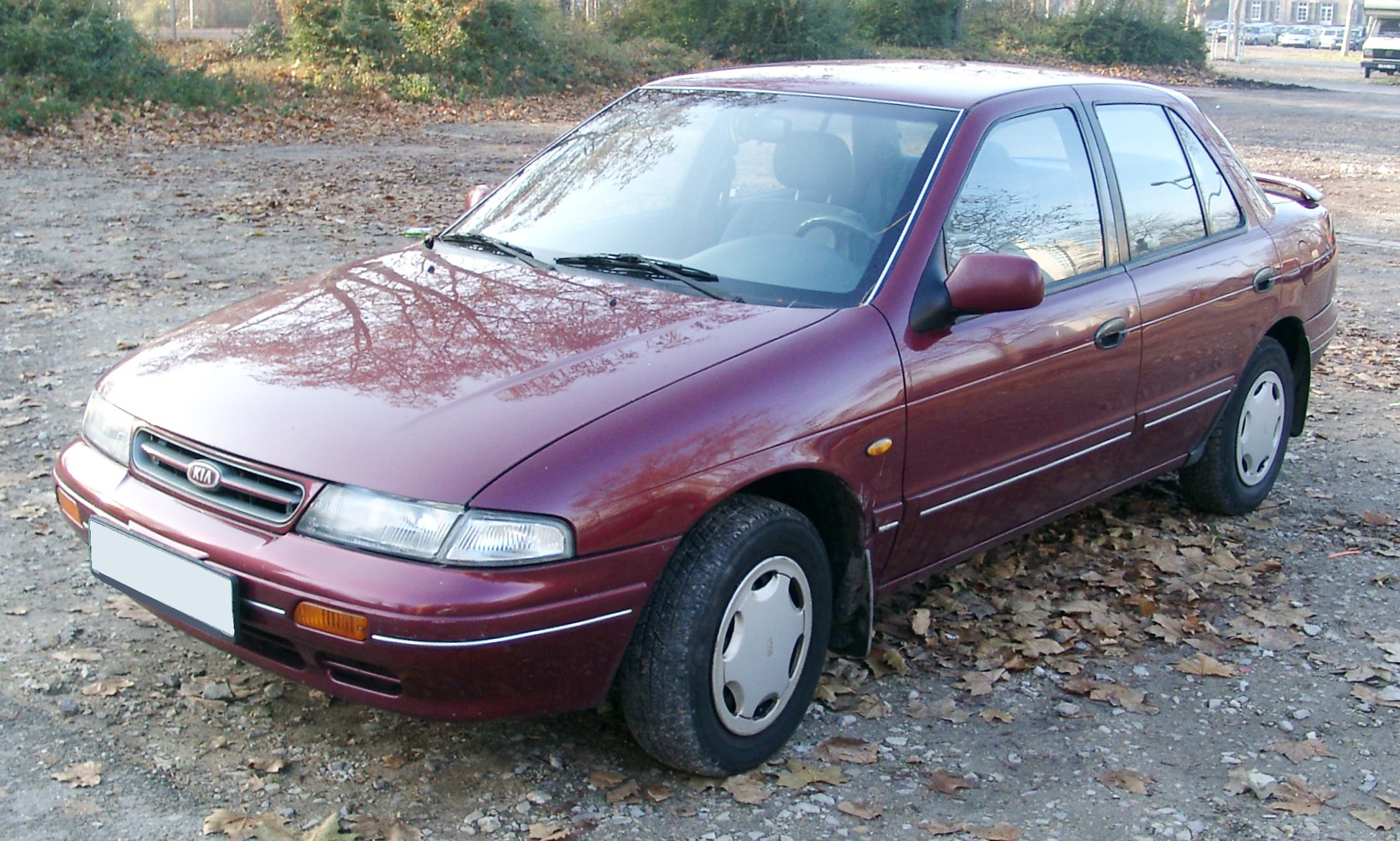
初代モデル
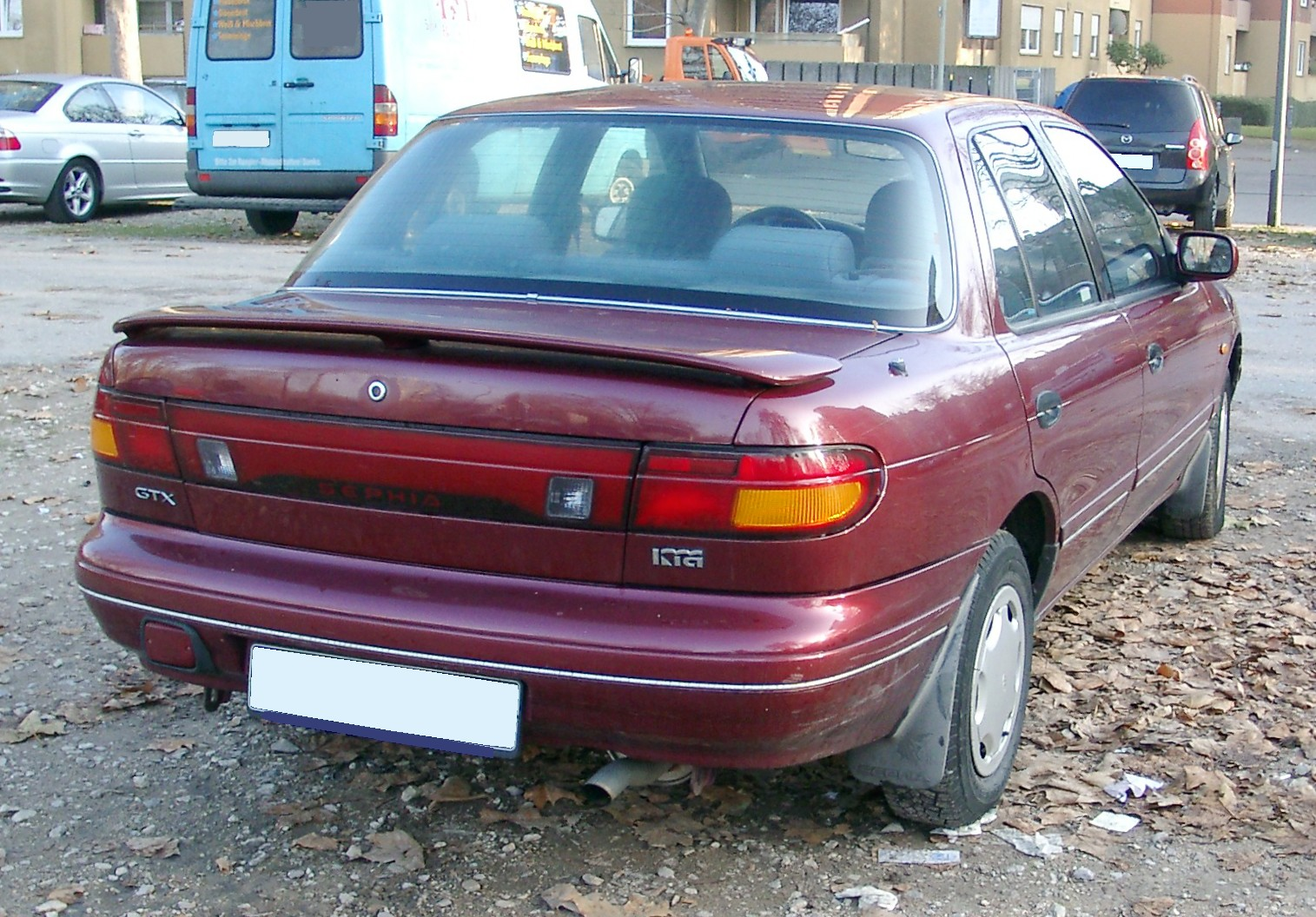
初代モデル　リア
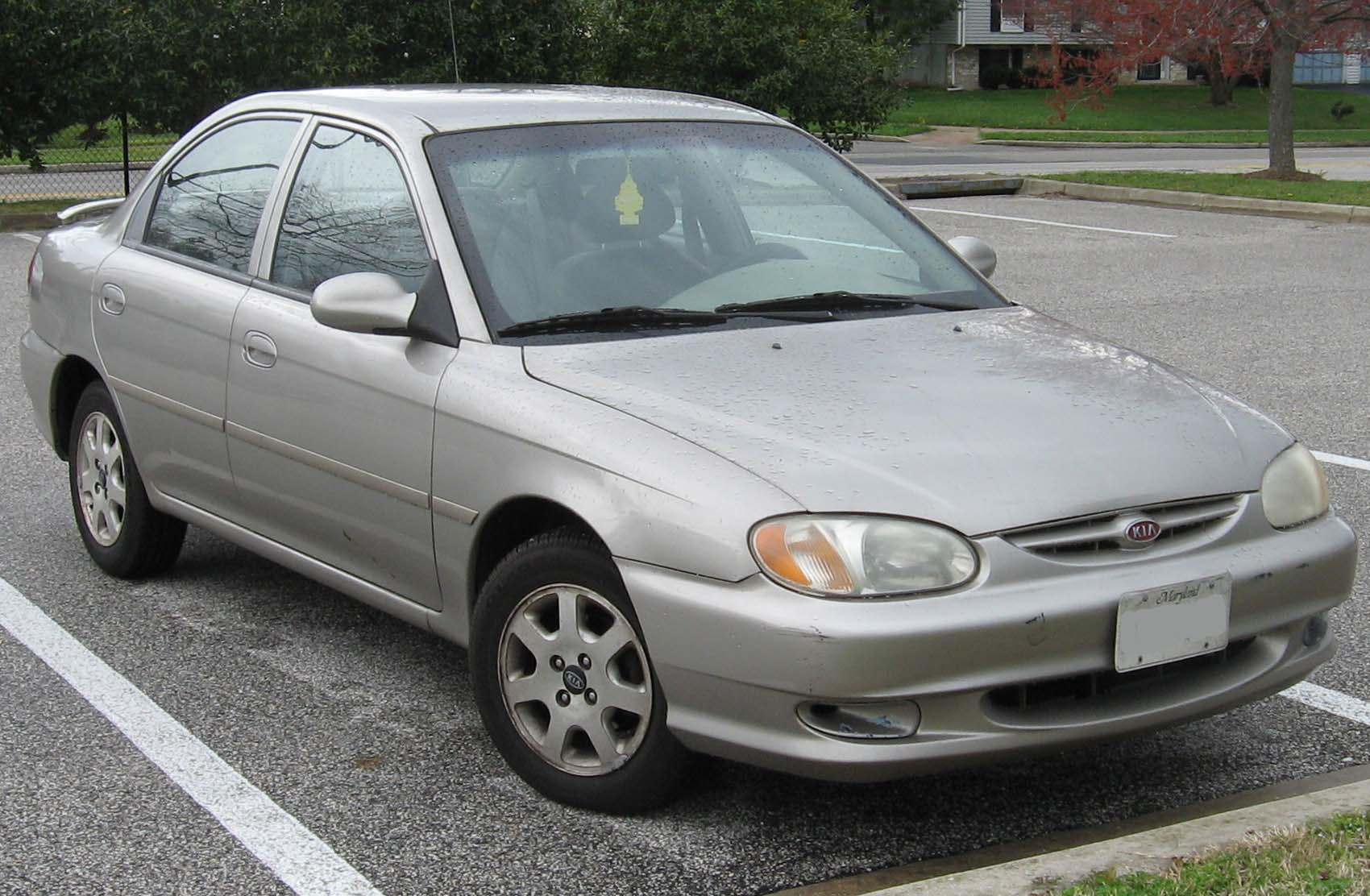
2代目モデル
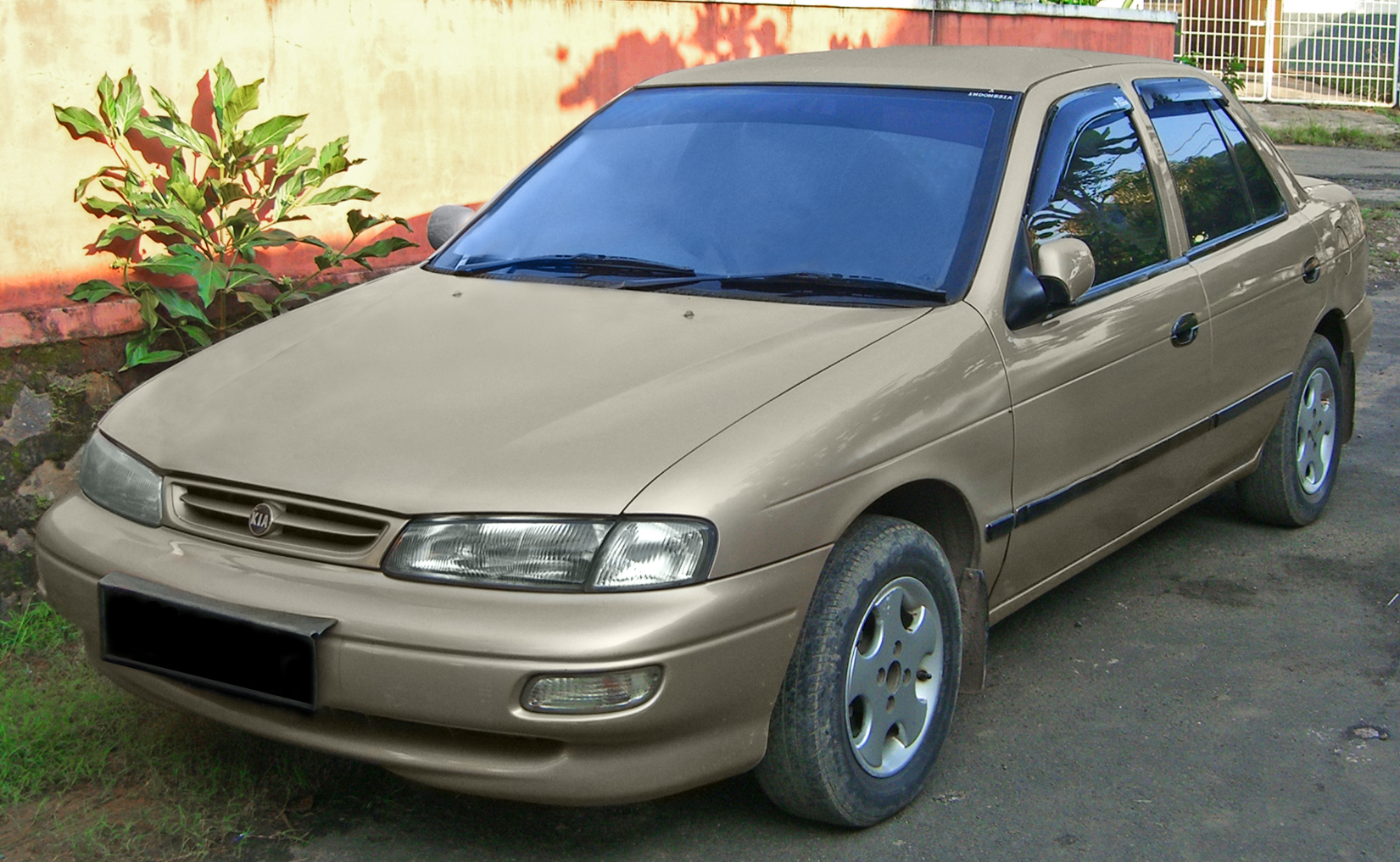
ティモール・S515 セダン（インドネシア）